# František Emanuel Velc
František Emanuel Velc, křtěný František (2. února 1816, Litomyšl – 30. listopadu 1890, Kozlov, pochován v České Třebové) byl český demokrat a vlastenec, vychovatel šlechtických dětí, sekretář pražského Národního výboru v revolučním roce 1848.

## Život
Vystudoval v Litomyšli na gymnáziu filozofii (1832-1833), potom ve Vídni práva, byl pak vychovatelem ve šlechtických domech a tajemníkem známého mecenáše Antonína Veitha, pána na Liběchově. Po létech služby se vrátil se skrovným výslužným do rodného kraje, ne však do Litomyšle, nýbrž do České Třebové, ke konci života se odstěhoval na samotu v Kozlově.

## Paměti
Velc se stýkal s významnými osobnostmi své doby (Bolzano, Kollár, Rieger, Klácel atd.) a zanechal o této době svědectví ve svých pamětech. Dva svazky těchto pamětí přečetl Alois Jirásek a sepsal podle nich Velcův životopis pod názvem "Z pamětí samotářových" (psáno v letech 1906-1907, vyšlo v publikaci "Rozmanitá prosa – obrázky a studie" v Ottově nakladatelství ve čtyřech vydáních: 1913, 1914, 1920 a 1922). Jirásek na konci uvádí, že pravděpodobně existoval i třetí svazek, který se ale ztratil.
Na 130 stranách Jirásek vypravuje, jak se o Velcovi dozvěděl a poté popisuje jeho život s velmi četnými citacemi z uvedených pamětí, takže čtenář čte střídavě Jiráska i Velce, aby vyprávění mělo spád. Dozvídá se o vlasteneckém hnutí té doby, o osobnostech, pomluvách, zlomyslnostech i tragických osudech, o špiclování tajných policistů i o lidské obětavosti a ušlechtilosti.
První díl pamětí se zabývá jeho činností před rokem 1848, druhý díl pak popisuje události tohoto revolučního roku.